# Lista över stadsarkitekter i Borlänge
Historik över stadsarkitekter i Borlänge. 
| Namn                  | Stadsarkitekt |
| --------------------- | ------------- |
| Erik Lundgren         | 1932 - 1950   |
| Karl Feik             | 1950 - 1965   |
| John Linnaeus (tf)    | 1965-1966     |
| Arnold Bjerned        | 1967-1981     |
| Hans-Arne Olsson      | 1981-1989     |
| Arne Ludvigsson       | 1989-2016     |
| Pernilla Wåhlin Norén | 2017-         |